# 王百羽
王百羽（英語：Henry Wong Pak-yu，1991年2月15日—），天水圍民生關注平台發言人，前任元朗區議會天選區區議員，畢業於香港科技大學計算機科學及工程學系
。2021年1月，王百羽因35+初選案被捕，同年5月宣佈辭去區議員職務。

## 過往活動
2015年4月，天水圍民生關注平台假香港管理專業協會羅桂祥中學舉行「天水地攤：復活市集」，希望透過市集能過釋放社區活力。
2015年8月，王百羽及其他天水圍民生關注平台成員參與洪水橋新發展區第三階段公眾咨詢的公眾論壇，代表天水圍居民就洪水橋新發展區對天水圍的交通影響﹑未來規劃等問題提出意見。同月，王百羽發現天水圍北兩個屋邨共有10個可疑選民登記，並向選舉事務處舉報。
2016年香港選舉委員會界別分組選舉，王及陳澤滔與其他非建制派人士組成「IT Vision」選舉聯盟，並成功當選選舉委員。王及陳澤滔等民族自決人士表示不擔心會因支持香港獨立而被取消資格。雖然當時主流民意傾向支持曾俊華，民間全民投票結果顯示91.9%市民支持曾俊華 ，但王白羽堅持不理民意投白票，使「民主300+」出現嚴重分裂，最後林鄭月娥勝出。
2017年9月1日，王百羽參加並獲選第十三屆港區全國人大代表選舉團成員。
2020年5月12日，王百羽曾在元朗區議會上動議驅逐警務處處長。只可惜，在其提出的動議通過之前，警務處處長鄧炳強已經離去。

## 參選區議會選舉
2015年10月，天水圍民生關注平台派出社區幹事王百羽參選2015年區議會選舉（M22天選區） ，挑戰上屆區議會自動當選的工聯會陸頌雄，王百羽並就四大範疇﹑提出九大政綱，尋求居民支持。
2015年11月9日，王百羽應香港電台邀請參與區議會選舉論壇2015（页面存档备份，存于），向公眾介紹理念、解釋參選原因及就政策進行辯論，同場出席有2號候選人張國棟。
2015年11月22日，王百羽在是次區議會選舉落選，得票1,317票，僅次於陸頌雄的2,749票。
2019年香港區議會選舉，王百羽捲土重來，結果以6004票反勝陸頌雄，成為當屆元朗區及新界西票王，成功當選。

## 2020年立法會選舉
2020年香港立法會選舉，王百羽參與民主派初選，挑戰區議會（第二）功能界別（超級區議會）的出線權，以「讓本土成為主流」為競選口號，最終獲71,706票，以第三名勝出出線權。在競選期間，王百羽自稱是「超區坦克車」，會用其約240磅的身體在議會作肢體抗爭。7月29日，王百羽在正式報名參選立法會區議會（第二）功能界別選舉，並改以「香港本位，唯一出路」為競選口號，名單第二名為曾參與九龍西選區初選的九龍城區議員李軒朗。惟政府在兩日後以疫情為由押後選舉。

### 因涉嫌詐取選舉資助489萬元被捕
2020年立法會選舉被押後，根據相關選舉法例，政府會向候選人發還全數申索款項，包括捐贈金額。王百羽申報的選舉開支約 489 萬元，遠遠超過同樣選超級區議會的其他參選人：民主黨鄺俊宇開支約 84 萬元、岑敖暉開支約 51 萬元，陳劍琴開支約 53 萬元，民主黨涂謹申開支僅約 41 萬元。王百羽申報的開支當中，450萬元開支是由創作公司「U Made This」(UMT) 捐贈服務的市場價值。於開支細項上，包括形象設計 27.5 萬元、撰寫講稿 25 萬元、攝影 25 萬元等，於社交網站發佈的選舉廣告費亦達 96 萬元。UMT公司最大股東為學者沈旭暉創辦的「GLOS Company Limited」。2020年10月8日，沈旭暉發公開聲明，指他曾為支持的候選人拍攝訪問片段並通過UMT申報，但所申報費用只是 2,500 元，他不理解亦不認同「UMT向王百羽捐贈 450 萬元服務」的報價和處理手法，聲明「大規模提供無償服務和這類報價，並非公司政策」及「假如問我是否認為報價合理，我也難以認同」。相關員工和他溝通後，已即時辭職。 2020年11月22日，王百羽、九龍城區議員李軒朗及 UMT 公司前董事陳梓謙被警方商業罪案調查科拘捕，因涉嫌向選舉事務處提交虛假文書以詐取選舉資助達489萬元。另外，警方在王百羽住所發現大批仿製槍械及子彈，包括8支長槍、17支手槍、仿製彈藥及一把木製弓。王百羽因而再被拘捕多一項「管有仿製槍械及彈藥」罪名。

## 選舉論壇

### 香港電台
電台
香港電台《區議會選舉論壇2015（页面存档备份，存于）》在香港電台第一台《自由風自由Phone》節目內19:00-20:00播出。。
| 選區     | 日期    | 主持   | 備註          |
| 元朗區天 | 11月9日 | 區家麟 | 3號陸頌雄缺席 |

## 外部連結
- 王百羽 Henry Facebook（已失效）
- 元朗傘兵王百羽空降天恆力阻工聯會四連霸 - 香港獨立媒體（页面存档备份，存于）
- 公共事務專頁- 新界西元朗 天恆選區 - 香港電台（页面存档备份，存于）
- Youtube（页面存档备份，存于）
- 「佔領」掀傘兵參選意欲
- 要聞港聞- 【壹錘】元朗泛民被圍揼建制派雞派lotion（页面存档备份，存于）

| 議會席位      | 議會席位                                          | 議會席位 |
| ------------- | ------------------------------------------------- | -------- |
| 前任： 陸頌雄 | 元朗區議會 天選區區議員 2020年1月1日—2021年5月4日 | 空缺     |